# Большое космическое путешествие
«Большо́е косми́ческое путеше́ствие» — советский детский фантастико-приключенческий фильм, поставленный в 1974 году Валентином Селивановым по пьесе Сергея Михалкова «Первая тройка, или Год 2001-й…» (1970). Премьера фильма в СССР состоялась 5 ноября 1975 года.

## Сюжет
Трое советских школьников — Света Ишенова из Бухары, Саша Иваненко из Донецка и Федя Дружинин из Москвы — побеждают во всесоюзном конкурсе с участием ста тысяч претендентов и, пройдя курс специальной подготовки, отправляются в первый в истории детский космический полёт на корабле «Астра». Командует кораблём единственный взрослый на борту — капитан Егор Павлович Калиновский.
Действие фильма начинается, когда юные члены команды уже находятся в космическом центре и ждут командира, который повезёт их на стартовую площадку. Калиновский надевает космический костюм в помещении с большим телеэкраном, на котором в режиме реального времени наблюдает за подготовкой к старту. Заканчивая последние приготовления, он попутно разговаривает по телефону с сыном и забывает на телефонном аппарате пилотку. Приехав на автомобиле к остальной команде и обнаружив свою оплошность, командир просит Федю сходить за пилоткой. Выполняя его просьбу, Федя видит на экране, который забыл выключить Калиновский, двоих сотрудников центра, один из которых говорит другому: «Я только что узнал от генерала, что наш эксперимент с „Астрой“…». Что было сказано дальше, зрителю не показывают.
На четырнадцатые сутки после успешного старта Калиновский заболевает, и комиссия врачей из Центра управления полётами приказывает ему отправиться в изолятор, а обязанности командира в его отсутствие поручает Феде Дружинину. Вскоре после этого на «Астре» происходит утечка газа. Федя с Сашей, оставив Свету на капитанском мостике, отправляются на лифте в машинное отделение. Света, посчитав, что малейшая искра может привести ко взрыву, отключает всё электропитание на корабле, и лифт останавливается. Федя приказывает Свете отправиться в машинное отделение по чёрному ходу, чтобы устранить утечку. Выполняя задачу, Света видит через полупрозрачную стену силуэт движущегося человека и слышит его голос, о чём сообщает приехавшим на лифте мальчикам. Они тоже слышат загадочный голос. Федя заявляет, что это голос их командира, после чего Саша вызывает его по внутренней связи и убеждается, что Калиновский не покидал изолятор.
Ещё через месяц полёта, в ходе которого корабль пережил встречу с опасным метеоритным роем, на пути «Астры» встречается терпящая аварию автоматическая межпланетная станция. Несмотря на риск схода корабля с орбиты, Федя принимает решение пристыковать «Астру» к станции, отправиться внутрь и лично устранить неполадки. Он переходит на станцию, находит рассоединённый кабель и соединяет его, успев сообщить товарищам об устранении неисправности и своём намерении вернуться, после чего связь с ним обрывается. Следом за ним на станцию отправляется Саша и также пропадает. Света экстренно связывается с Землёй и получает приказ расстыковаться со станцией и идти заданным курсом, но после короткого совещания с Егором Павловичем, по-прежнему находящимся в изоляторе, в нарушение приказа отправляется на поиски друзей и попадает в ловушку — закрытую холодильную установку с зеркальными стенами. Там же обнаруживаются живые и невредимые, но полузамёрзшие Федя и Саша.
Саша предлагает найти шахту запасного сброса установки, выйти через неё в открытый космос и добраться без скафандра и шлема до аварийного люка «Астры». Кто именно отправится по смертельно опасному маршруту — он или Федя, — должен решить жребий. Света требует участия в отборе на общих правах, но Федя как командир отвергает предложение Саши и запрещает экипажу рисковать жизнью. Посреди ожесточённого спора все трое, к своему удивлению, слышат из-под пола установки мяуканье оставленного ими на «Астре» котёнка, помогающее им отыскать замаскированный выход и выбраться из западни. Неожиданно оказывается, что «Астра» — подземный тренажёр-симулятор, а экспедиция «первой тройки», в действительности никогда не покидавшей Землю, — психологический эксперимент, призванный изучить перспективы реального детского космического полёта. Также выясняется, что Федя, вернувшийся за пилоткой командира незадолго до старта, узнал о настоящей миссии «Астры» из случайно услышанного разговора учёных, но утаил её от Светы и Саши, стремясь не допустить срыва ответственного эксперимента, а Егор Павлович симулировал болезнь, чтобы предоставить юному экипажу возможность самостоятельно принимать решения и действовать в нестандартных ситуациях.
Несмотря на то, что «большое космическое путешествие» оказалось лишь последней предполётной тренировкой, всех троих её участников, в расчётное время нашедших выход из тренажёра и поднявшихся на поверхность, встречают как настоящих космических героев.
В эпилоге фильма настоящий космонавт Алексей Леонов обращается к юным зрителям, выражая уверенность в том, что детские космические полёты скоро станут реальностью.

Возможно, многие из вас, ребята, расстроились, что не увидели в фильме настоящего космического путешествия. Его не было — но это только пока. Каждый из нас, космонавтов, прежде чем полететь в космос, сделал ой какую сложную работу. Полёт требует полных всех твоих сил, знаний, умений. Я находился в открытом космосе всего лишь двенадцать минут, но сейчас могу сказать, что каждая моя минута нахождения в космосе требовала годовой подготовки на Земле. Но я уверен, ребята, что скоро наступит такое время, когда вы, если захотите, то полетите в космос. Я в это верю.

## В ролях
| Актёр               | Роль                                                                |
| ------------------- | ------------------------------------------------------------------- |
| Мила Берлинская     | Света Ишенова                                                       |
| Сергей Образов      | Федя Дружинин                                                       |
| Игорь Сахаров       | Саша Иваненко                                                       |
| Люсьена Овчинникова | мать Дружинина                                                      |
| Павел Иванов        | Егор Павлович Калиновский, командир «Астры»                         |
| Марина Матвеенко    | эпизод                                                              |
| Владимир Ухин       | сотрудник космического центра (эпизод)                              |
| Нинель Мышкова      | Катерина, сотрудница космического центра (эпизод)                   |
| Зинаида Сорочинская | врач и мама мальчика (эпизод)                                       |
| Алексей Золотницкий | сотрудник космического центра (эпизод)                              |
| Владимир Плотников  | сотрудник космического центра (эпизод)                              |
| Алексей Леонов      | лётчик-космонавт СССР, художник, главный консультант фильма (камео) |
| Ольга Григорьева    | (нет в титрах) эпизод                                               |

## Съёмочная группа
- Автор сценария — Сергей Михалков при участии Валентина Селиванова
- Режиссёр-постановщик — Валентин Селиванов
- Главный оператор — Владимир Архангельский
- Главный художник — Дмитрий Богородский при участии Эдуарда Зарянского
- Композитор — Алексей Рыбников
- Звукооператор — В. Набатников
- Монтаж — Т. Ридель
- Стихи Игоря Кохановского
- Комбинированные съёмки: оператор — В. Лозовский, художник — В. Глазков
- Режиссёрская группа: Светлана Рималис, В. Сафонова, Сергеев, Виктор Сергеев
- Операторская группа: В. Сапожников, В. Бергер, М. Скрипицын
- Художник по костюмам — Т. Дмитриева
- Художник-гримёр — К. Купершмидт
- Художник-фотограф — А. Конокотин
- Художник-декоратор — Э. Хестанов

## Песни и музыка из фильма
Композитором Алексеем Рыбниковым и поэтом Игорем Кохановским для фильма были написаны несколько песен, первоначально исполненных вокально-инструментальным ансамблем «Верные друзья» (главная музыкальная тема фильма — инструментальная композиция «Голубая планета», звучащая на начальных титрах, и песня «Млечный Путь» на ту же мелодию — представляет собой авторскую переработку песни Алексея Рыбникова на стихи Игоря Кохановского «Кто может знать», впервые записанной в 1973 году ВИА «Поющие сердца» и Вадимом Мулерманом в дуэте с Вероникой Кругловой). Песни быстро приобрели самостоятельную популярность: уже в год премьеры «Большого космического путешествия» тираж грампластинок с музыкой из фильма, изданных всесоюзной фирмой грамзаписи «Мелодия», превысил 100 тыс. экземпляров. Композиции «Голубая планета», «Ты мне веришь?» и «Млечный Путь» до настоящего времени исполняются на российском радио.
Список композиций[a]
| №   | Название                        | Исполнитель | Длительность |
| --- | ------------------------------- | --- | ------------ |
| 1.  | «Ты мне веришь?»                | Симфонический оркестр Госкино СССР под управлением Георгия Гараняна, ВИА «Верные друзья», Людмила Берлинская, Игорь Капитанников | 2:50         |
| 2.  | «Голубая планета» (инстр.)      | Симфонический оркестр Госкино СССР                                                                                               | 3:32         |
| 3.  | «Песня гонщиков»                | Симфонический оркестр Госкино СССР, ВИА «Верные друзья»                                                                          | 3:02         |
| 4.  | «Млечный Путь»                  | Симфонический оркестр Госкино СССР, ВИА «Верные друзья», Людмила Берлинская, Игорь Капитанников, Елена Камбурова                 | 2:53         |
| 5.  | «Письма» (инстр.)               | Симфонический оркестр Госкино СССР                                                                                               | 2:10         |
| 6.  | «Гонки» (инстр.)                | Симфонический оркестр Госкино СССР                                                                                               | 2:50         |
| 7.  | «Сказки»                        | Симфонический оркестр Госкино СССР, ВИА «Верные друзья»                                                                          | 1:16         |
| 8.  | «Танец в морозильнике» (инстр.) | ВИА «Верные друзья» | 1:40         |
| 9.  | «Котёнок» (инстр.)              | Симфонический оркестр Госкино СССР                                                                                               | 0:50         |
| 10. | «Марш космонавтов» (инстр.)     | Симфонический оркестр Госкино СССР                                                                                               | 2:54         |
| 11. | «Финал» (инстр.)                | Симфонический оркестр Госкино СССР                                                                                               | 0:35         |

## Съёмки
Натурные съёмки фильма проходили в основном в Зеленограде, возле Московского института электронной техники (там же происходит действие нескольких эпизодов второго фильма фантастической кинодилогии Ричарда Викторова «Москва — Кассиопея» — «Отроки во Вселенной», также посвящённой теме детского космического полёта и снятой практически одновременно с «Большим космическим путешествием» в 1973—1974 годах). Сцены на базе подготовки космонавтов снимались в подмосковной усадьбе Марфино. Сцена диалога Светы Ишеновой с матерью Феди Дружинина снята в Москве у подъезда дома 15, корпус 2 по улице Шверника — на протяжении всего эпизода на заднем плане виден Дом аспиранта и стажёра МГУ.

## Факты
- Названия картины («Большое космическое путешествие») и пьесы, которая легла в основу её сценария («Первая тройка, или Год 2001-й…»), дословно перекликаются с названием классического фантастического фильма Стэнли Кубрика «Космическая одиссея 2001 года» (1968)[К 1]. Характерные детали внешнего облика «Астры» — шарообразный головной модуль, параболическая антенна над центральной секцией, трапециевидная хвостовая часть с тремя реактивными соплами[9] — напоминают аналогичные элементы конструкции Discovery One. Эпизод с разумной бортовой ЭВМ, противостоящей одному из членов экипажа  и побеждаемой при помощи отвёртки, — откровенная аллюзия на знаменитую сцену демонтажа компьютера HAL 9000 астронавтом Дейвом Боуменом.
- Соавтор сценария «Космической одиссеи» английский писатель Артур Кларк был дружен с главным консультантом пьесы Сергея Михалкова и фильма Валентина Селиванова — советским лётчиком-космонавтом и художником Алексеем Леоновым. Именем Алексея Леонова назван космический корабль с советско-американским экипажем на борту в романе А. Кларка «2010: Одиссея Два» (1982) — второй части фантастической тетралогии «Монолит», продолжающей некоторые сюжетные линии первой «Одиссеи».
- В конце фильма Алексей Леонов изображён работающим над эскизом картины «Орбитальная станция „Союз“ — „Аполлон“»[10]. Стыковка советского и американского космических кораблей «Союз-19» и «Аполлон» по программе ЭПАС (с участием самого Леонова) была осуществлена 17 июля 1975 года — через год после основных съёмок «Большого космического путешествия».
- В оригинальной пьесе Сергея Михалкова Света Ишенова зовётся Наташей Печатниковой, Саша Иваненко — Вадимом Гонтарёвым[1].
- Света Ишенова — единственная кинороль Людмилы Берлинской (впоследствии — известной пианистки, выступавшей с Мстиславом Ростроповичем, Юрием Башметом и Виктором Третьяковым[11]).
- Командир корабля Егор Павлович Калиновский впервые появляется в кадре, подъезжая к юным космонавтам на экспериментальном итальянском автомобиле-макете «Селена» (1959, инженер-дизайнер Луиджи Сегре)[12].
- В фильме дважды произносится фраза «Спокойно, Маша, я Дубровский», ставшая крылатой[13] (так, её же произносит герой Владислава Стржельчика на четвёртой минуте фильма «Время отдыха с субботы до понедельника», снятого в 1984 году). Подобных слов нет ни в романе Пушкина «Дубровский», ни в его единственной экранизации, выпущенной до 1974 года («Дубровский», 1936). Вероятный прототип фразы[источник не указан 99 дней] — реплика Дубровского, выдающего себя за француза Дефоржа, из его диалога с Антоном Пафнутьичем в X главе романа:

— Тише, молчать, — отвечал учитель чистым русским языком, — молчать, или вы пропали. Я Дубровский.
- «Астра» (лат. Astra — «Звезда») — название космического корабля в двух популярных советских фантастических фильмах: «Большое космическое путешествие» и «Через тернии к звёздам» (1980). Музыку к обоим фильмам написал Алексей Рыбников.

## Комментарии
1. ↑  Ср.: Сапрыкин, Юрий. «У него была своя космическая одиссея». Большой Город (23 мая 2012). Дата обращения: 23 ноября 2020. Архивировано 30 ноября 2020 года. 

<…> у него [ведущего детской телепередачи «Спокойной ночи, малыши!» Владимира Ухина] была своя космическая одиссея — в удивительном фильме «Большое космическое путешествие», из которого потом вырос пелевинский «Омон Ра», он играл космического диспетчера, который с доброй улыбкой и уверенным видом подбадривал детей-космонавтов, прекрасно зная, что на самом деле они сидят в мрачном подземелье, где-то на окраине Москвы. в сущности, так всё и было — и дети-космонавты всю жизнь будут благодарны дяде Володе за то, что он подарил им счастье, покой и мечту, и из бесконечной к ним любви не стал рассказывать, что всё это неправда, никакого космоса нет, а Филя и Хрюша — это просто тряпичные куклы.